# Johnny Castle
Johnny Castle (Nueva Jersey, Estados Unidos - 31 de enero de 1980) es un actor pornográfico estadounidense. Ha aparecido en más de 700 películas pornográficas y ganó varios premios de la industria como Premio AVN en 2008 y 2012; Premios XRCO y Premios Fanny.

## Primeros años
Vivió en Pennsylvania, donde pasó la mayor parte de su juventud. Asistió a la Escuela Secundaria Whitehall, en Pensilvania. Después de sus años de escuela, se convirtió en un estudiante de la Universidad de Monmouth. En 1998, fue miembro del equipo de fútbol de hombres de la Universidad de Monmouth. Obtuvo una Maestría en Psicología. Después de la universidad, trabajó como modelo para el sitio Corbin Fisher, y luego entró en la industria del porno.

## Carrera

### Apariciones
En marzo del 2007, la revista Men nombró a Castle como ''Hombre del Año" y apareció en la tapa de la revista.

## Premios y nombramientos
| Año  | Ceremonia     | Categoría                                                                                       |
| ---- | ------------- | ----------------------------------------------------------------------------------------------- |
| 2008 | Premios AVN   | Mejor Escena de Sexo Grupal - Vídeo (con Gina Mond, Jean Val Jean, Nick Taylor & Jordan Ashley) |
| 2008 | Premios AVN   | Mejor Escena de trio (con Gina Mond & Jean Val Jean)                                            |
| 2012 | Premios AVN   | Intérprete Anónimo del Año                                                                      |
| 2013 | Fanny Premios | The who?                                                                                        |
| 2014 | AVN Premios   | Intérprete Masculino Anónimo del Año                                                            |
| 2014 | XRCO Premios  | Espadachin Anónimo Del Año                                                                      |